# Timo Wils
Timo Wils (Voorschoten, 17 mei 1996) is een Nederlands acteur vooral bekend van zijn rol als Lef Evers in SpangaS.

## Filmografie
| Film, Series en reclames | Film, Series en reclames | Film, Series en reclames | Film, Series en reclames    | Film, Series en reclames |
| Jaar                     | Productie                | Rol                      | Opmerkingen                 | Bron                     |
| ------------------------ | ------------------------ | ------------------------ | --------------------------- | ------------------------ |
| 2014                     | Brugklas                 | Sjoerd                   | Gastrol (11 Afleveringen)   |                          |
| 2014-2018                | SpangaS                  | Lef Evers                | Hoofdrol (421 Afleveringen) | [ 1 ]                    |
| 2015                     | Spangas in actie         | Lef Evers                | Hoofdrol                    |                          |
| 2016                     | Kappen!                  | Maarten                  |                             |                          |
| 2018, 2019               | SpangaS op zomervakantie | Lef Evers                | Hoofdrol                    | [ 2 ]                    |

Legenda